# Poświętnikowate Peru
Poświętnikowate Peru – ogół taksonów chrząszczy z rodziny poświętnikowatych, czyli żukowatych sensu stricto (Scarabaeidae), których występowanie stwierdzono na terenie Peru.
Do 2015 roku w Peru stwierdzono 898 gatunków z 10 podrodzin:

## Allidiostomatinae
- Allidiostoma simplicifrons
- Parallidiostoma tricornum

## Chrabąszczowate(Melolonthinae)
- Astaena andicola
- Astaena biciliata
- Astaena exquisita
- Astaena glabroclypealis
- Astaena moseri
- Astaena negligens
- Astaena penai
- Astaena peruana
- Astaena peruensis
- Astaena pottsi
- Astaena pygidia
- Astaena setosa
- Astaena tridentata
- Raysymmela huanuca
- Symmela varians
- Liogenys leechi
- Phyllophaga austera
- Phyllophaga jumberea
- Phyllophaga marcapatana
- Phyllophaga pachypyga
- Phyllophaga peruana
- Phyllophaga umbrosa
- Ancistrosoma hilare
- Ancistrosoma intermedium
- Ancistrosoma klugii
- Ancistrosoma reductum
- Ancistrosoma vittigerum
- Barybus compacta
- Barybus peruana
- Barybus squamiger
- Calodactylus abendrothii
- Calodactylus heterosquamosus
- Ceraspis innotata
- Ceraspis penai
- Ceraspis rubiginosa
- Ceraspis rufoscutellata
- Ceraspis squamulifera
- Chariodactylus sublaevicollis
- Clavipalpus peruanus
- Clavipalpus spadiceus
- Ctilocephala asperula
- Dicrania peruana
- Isonychus arbusticola
- Isonychus cervicapra
- Isonychus cervinalis
- Isonychus cervinoides
- Isonychus cervinus
- Isonychus egregius
- Isonychus fraudulentus
- Isonychus nitens
- Isonychus nubeculus
- Isonychus ovinus
- Isonychus pavonii
- Isonychus peruanus
- Isonychus pulchellus
- Isonychus rosettae
- Isonychus saylori
- Isonychus similis
- Isonychus simulator
- Macrodactylus bilineolatus
- Macrodactylus bistriatus
- Macrodactylus brenskei
- Macrodactylus cinereus
- Macrodactylus discipennis
- Macrodactylus marginicollis
- Macrodactylus peruanus
- Macrodactylus sapphirinus
- Macrodactylus sulcicollis
- Macrodactylus vittipennis
- Plectris aberrans
- Plectris candezei
- Plectris kochi
- Plectris lanata
- Plectris molesta
- Plectris penaella
- Plectris penai
- Plectris sculptipennis
- Plectris tenebrosa
- Plectris tolimana
- Plectris tuberculata
- Diaphylla hispida
- Leuretra pectoralis

## Kruszczycowate(Cetoniinae)
- Euphoria steinheili
- Desicasta lobata
- Desicasta purpurascens
- Gymnetis balzarica
- Gymnetis coturnix
- Gymnetis mathani
- Gymnetis holoserica
- Gymnetis pardalis
- Gymnetis pantherina
- Gymnetis rufilateris
- Gymnetis subpunctata
- Hoplopyga liturata
- Hoplopyga peruana
- Marmarina maculosa
- Cyclidius lacordairei
- Genuchinus sp.
- Golinca davisii
- Golinca ishiharai

## Orphininae
- Aegidinus petrovi
- Aegidinus teamscaraborum
- Paraegidium costalimai

## Plugowate(Aphodiinae)
- Aidophus infuscatopennis
- Aphodius pseudolividus
- Aschnarhyparus peregrinus
- Ataeniopsis regulis
- Ataenius abancay
- Ataenius aequatorialis
- Ataenius atramentarius
- Ataenius attenuator
- Ataenius buenavistae
- Ataenius carinator
- Ataenius catenulatus
- Ataenius columbicus
- Ataenius complicatus
- Ataenius costulifer
- Ataenius crenaticollis
- Ataenius gracilis
- Ataenius huanus
- Ataenius icanus
- Ataenius impiger
- Ataenius lamarensis
- Ataenius montanus
- Ataenius morator
- Ataenius napoensis
- Ataenius nugator
- Ataenius palmaritoensis
- Ataenius petrovitzi
- Ataenius picinus
- Ataenius platensis
- Ataenius rubrotessellatus
- Ataenius santarosae
- Ataenius sculptilis
- Ataenius siminasus
- Ataenius strigicaudus
- Ataenius tambopatae
- Auperia andamanensis
- Auperia capitosus
- Auperia huebneri
- Auperia iquitosae
- Auperia loretoensis
- Blackburneus laxepunctatus
- Euparixia boliviana
- Euparixiodes johnsoni
- Gonaphodiellus castanescens
- Gonaphodiellus chapini
- Gonaphodiellus nigrinus
- Lomanoxoides mapitunari
- Mysarus peruanus
- Neotrichaphodioides woytkowskii
- Odontolytes iquitosae
- Orodaliscoides rugosiceps
- Paranimbus peruanus
- Passaliolla corticalis
- Amerilochus cinereus
- Saprolochus tambopatae
- Saprolochus tridentatus
- Saprositellus denticulatus
- Saprositellus peruanus
- Saprosites dentipes
- Saprosites parallelus
- Saprosites sulcatus
- Stebnickiella zosterixys
- Termitaxis holmgreni
- Trichaphodiellus brasiliensis

## Rohatyńcowate(Dynastinae)

### Cyclocephalini
- Acrobolbia macrophylla
- Ancognatha castanea
- Ancognatha erythrodera
- Ancognatha humeralis
- Ancognatha lutea
- Ancognatha scarabaeoides
- Ancognatha vulgaris
- Aspidolea brunnea
- Aspidolea collaris
- Aspidolea fuliginea
- Aspidolea laticeps
- Aspidolea lindae
- Aspidolea mimethes
- Aspidolea notaticollis
- Aspidolea singularis
- Aspidolea suturalis
- Augoderia freyi
- Chalepides paradytis
- Cyclocephala affinis
- Cyclocephala almitana
- Cyclocephala altamontana
- Cyclocephala amazona
- Cyclocephala bicolor
- Cyclocephala brevis
- Cyclocephala colasi
- Cyclocephala confusa
- Cyclocephala contracta
- Cyclocephala couturieri
- Cyclocephala dilatata
- Cyclocephala diluta
- Cyclocephala discolor
- Cyclocephala dispar
- Cyclocephala flavoscutellaris
- Cyclocephala flora
- Cyclocephala freyi
- Cyclocephala fulgurata
- Cyclocephala fulvipennis
- Cyclocephala genieri
- Cyclocephala goetzi
- Cyclocephala guycolasi
- Cyclocephala hirsuta
- Cyclocephala inca
- Cyclocephala isabellina
- Cyclocephala kaszabi
- Cyclocephala ligyrina
- Cyclocephala lineigera
- Cyclocephala liomorpha
- Cyclocephala lunulata
- Cyclocephala macrophylla
- Cyclocephala mannheimsi
- Cyclocephala marginalis
- Cyclocephala mecynotarsis
- Cyclocephala melanocephala
- Cyclocephala molesta
- Cyclocephala moreti
- Cyclocephala morphoidina
- Cyclocephala munda
- Cyclocephala obscura
- Cyclocephala ocellata
- Cyclocephala octopunctata
- Cyclocephala panthera
- Cyclocephala paraflora
- Cyclocephala paraguayensis
- Cyclocephala peruana
- Cyclocephala pilosa
- Cyclocephala prolongata
- Cyclocephala pugnax
- Cyclocephala quadripunctata
- Cyclocephala rufovaria
- Cyclocephala rustica municipalis
- Cyclocephala saltini
- Cyclocephala scarabaeina
- Cyclocephala sexpunctata
- Cyclocephala simulatrix
- Cyclocephala spilopyga
- Cyclocephala stictica
- Cyclocephala testacea
- Cyclocephala tronchonii
- Cyclocephala tylifera
- Cyclocephala verticalis
- Cyclocephala viridis
- Cyclocephala zurstrasseni
- Dyscinetus dubius
- Dyscinetus dytiscoides
- Dyscinetus olivaceus
- Dyscinetus paradytis
- Erioscelis peruana
- Erioscelis proba
- Harposcelis paradoxus
- Mimeoma signatoides
- Stenocrates bicarinatus
- Stenocrates carbo
- Stenocrates celatus
- Stenocrates clipeatus
- Stenocrates cognatus
- Stenocrates cultor
- Stenocrates haackae
- Stenocrates holomelanus
- Stenocrates minutus
- Stenocrates nasutus
- Stenocrates popei

### Pentodontini
- Bothynus entellus
- Bothynus lancifer
- Diloboderus abderus
- Heteroglobus obesus
- Hylobothynus obesus
- Oxyligyrus contractus
- Oxyligyrus peruanus
- Parapucaya amazonica
- Parapucaya nodicollis
- Pentodina peruviana
- Piscoperus paracanicola
- Tomarus bituberculatus
- Tomarus burmeisteri
- Tomarus ebenus
- Tomarus gyas
- Tomarus maimon
- Tomarus maternus
- Tomarus peruvianus
- Tomarus similis
- Tomarus villosus

### Oryctini
- Coelosis biloba
- Enema pan
- Heteroglobus obesus
- Heterogomphus arrowi
- Heterogomphus dilaticollis
- Heterogomphus hirticollis
- Heterogomphus hirtus
- Heterogomphus incornutus
- Heterogomphus mirabilis
- Heterogomphus ochoai
- Heterogomphus orsilochus
- Heterogomphus peruanus
- Heterogomphus pilosus
- Heterogomphus porioni
- Heterogomphus rugicollis
- Heterogomphus rubripennis
- Heterogomphus ulysses
- Megaceras brevis
- Megaceras briansaltini
- Megaceras endroedii
- Megaceras inflatum
- Megaceras laevipenne
- Megaceras morpheus
- Megaceras philoctetes
- Megaceras porioni
- Megaceras quadraticollis
- Podischnus oberthueri
- Podischnus sexdentatus
- Strategus aloeus
- Strategus jugurtha
- Strategus surinamensis hirtus

### Phileurini
- Amblyodus castroi
- Amblyoproctus chalumeaui
- Amblyoproctus piliger
- Amblyoproctus rugosus
- Archophileurus aper
- Archophileurus burmeisteri
- Archophileurus oedipus
- Archophileurus peruanus
- Archophileurus sus
- Hemiphileurus brasiliensis
- Hemiphileurus depressus
- Hemiphileurus elongatus
- Hemiphileurus howdeni
- Hemiphileurus isabellae
- Hemiphileurus kahni
- Homophileurus quadrituberculatus
- Homophileurus waldenfelsi
- Microphileurus caviceps
- Microphileurus subulo
- Oryctophileurus armicollis
- Palaeophileurus carbo
- Palaeophileurus erebus
- Palaeophileurus marcusoni
- Palaeophileurus ocampoi
- Palaeophileurus proximus
- Palaeophileurus sclateri
- Phileucourtus bicornutus
- Phileurus angustatus
- Phileurus didymus
- Phileurus excavatus
- Phileurus kaszabi
- Phileurus valgus

### Agaocephalini
- Aegopsis chaminadei
- Aegopsis peruvianus
- Brachysiderus quadrimaculatus
- Mitracephala humboldti

### Dynastini
- Dynastes hercules
- Dynastes neptunus
- Golofa aegeon
- Golofa clavigera
- Golofa eacus
- Golofa spatha
- Golofa testudinarius
- Golofa unicolor

## Rutelowate(Rutelinae)

### Anatistini
- Spinochlamys macropus
- Spodochlamys feyeri
- Spodochlamys iheringi
- Spodochlamys latipes
- Spodochlamys peruvianus

### Rutelini
- Acraspedon bernierei
- Acraspedon peruvianus
- Aequatoria cludtsi
- Aequatoria davidi
- Aequatoria lequericai
- Anticheiroides adamsii nevinsoni
- Anticheiroides davidi
- Catoclastus chevrolatii
- Catoclastus jaumesi
- Catoclastus rabinovichi
- Chlorota callegariorum
- Chlorota chaparroi
- Chlorota chavezlopezi
- Chlorota columbica columbica
- Chlorota columbica peruana
- Chlorota nasuta
- Chlorota sergiocastroi
- Chlorota surinama surinama
- Chlorota surinama iquitosensis
- Chrysina argenteola
- Chrysophora chrysochlora
- Cnemida retusa
- Dorysthetus andicola
- Dorysthetus fulgida
- Dorysthetus mezai
- Dorysthetus peruanus
- Epichalcoplethis benjamini
- Epichalcoplethis gilleti
- Epichalcoplethis santistebani
- Epichalcoplethis schiffleri
- Eremophygus philippi
- Exanticheira vidua
- Exothyridium filippii
- Exothyridium mercieri
- Heterochlorota colini
- Heterochlorota mathildae mathildae
- Heterochlorota mathildae peruana
- Homonyx maurettei
- Homonyx peruanus
- Homonyx zovii
- Hypaspidius costatus
- Lagochile aequatorialis aequatorialis
- Lagochile aequatorialis raimondii
- Lagochile amazona
- Lagochile andicola andicola
- Lagochile andicola condori
- Lagochile anophrys
- Lagochile brunnea brunnea
- Lagochile brunnea satipoensis
- Lagochile brunnea tenaensis
- Lagochile brusteli
- Lagochile cachetica cachetica
- Lagochile cachetica fusciventris
- Lagochile cachetica orientalis
- Lagochile ciliata ciliata
- Lagochile delassisei
- Lagochile ebrardi
- Lagochile fuscoviridis
- Lagochile peruana peruana
- Lagochile peruana huallagensis
- Lagochile peruana occidentalis
- Lagochile pottgensi
- Lagochile rodriguezi
- Lagochile santacruzis santacruzis
- Lagochile santacruzis chanchomayoensis
- Lagochile solimoensis solimoensis
- Lagochile solimoensis oberthuri
- Lagochile solimoensis wadai
- Lagochile tibialis
- Lagochile trigona trigona
- Lagochile trigona mancocapaci
- Lagochile trigona pozuzoensis
- Lagochile vergaracobianae
- Lagochile vasseli
- Lagochile villatoroae villatoroae
- Lagochile villatoroae tingomariaensis
- Lasiocala detingomaria
- Lasiocala dioni
- Lasiocala jenseni
- Lasiocala josei
- Lasiocala lamasi
- Lasiocala schmiti
- Lasiocala vasseli
- Macraspis andicola
- Macraspis assimilis
- Macraspis bicincta bicincta
- Macraspis chalcea
- Macraspis chloraspis chloraspis
- Macraspis chloraspis subandina
- Macraspis chrysis
- Macraspis concoloripes ratcliffi
- Macraspis festiva
- Macraspis maculata maculata
- Macraspis maculicollis
- Macraspis martinezi martinezi
- Macraspis melanaria
- Macraspis peruviana
- Macraspis pseudochrysis
- Macraspis stirpita
- Macraspis testaceipennis
- Macraspis willersi
- Macraspis xanthosticta
- Mecopelidnota arrowi
- Mecopelidnota dewynteri
- Mecopelidnota marxi
- Mecopelidnota mezai
- Mesomerodon spinipenne
- Microrutela campa
- Microrutela ucalayiensis
- Minidorysthetus hoehnei
- Minidorysthetus tingomariaensis
- Minidorysthetus ucayaliensis
- Minidorysthetus vandemergheli
- Oryctomorphus maculicollis
- Parachlorota estebani
- Parachlorota josei
- Parachlorota morettoi
- Paradorysthetus signatipennis signatipennis
- Paraptenomela amazona tingomariaensis
- Paraptenomela opalescens
- Paratelaugis robusta robusta
- Pelidnota angiae
- Pelidnota bondili
- Pelidnota brusteli
- Pelidnota chlorana
- Pelidnota dobleri
- Pelidnota fusciventris fusciventris
- Pelidnota halleri
- Pelidnota hernanlequericai
- Pelidnota hoefigi
- Pelidnota incerta
- Pelidnota injantepalominoi
- Pelidnota lacazei
- Pelidnota mezai
- Pelidnota neitamorenoi neitamorenoi
- Pelidnota neitamorenoi rodriguezdemendozaensis
- Pelidnota ohausi ohausi
- Pelidnota ohausi piurensis
- Pelidnota peslieri
- Pelidnota polita
- Pelidnota porioni
- Pelidnota satipoensis
- Pelidnota schneideri
- Pelidnota subandina subandina
- Pelidnota testaceovirens felipemezai
- Pelidnota toulgoeti
- Pelidnota uncinata
- Pelidnota unicolor unicolor
- Pelidnota unicolor subandina
- Pelidnota werneri
- Pelidnota zovii
- Pseudochlorota peruana
- Pseudohypaspidius antoinei
- Pseudohypaspidius silvestrei
- Pseudomacraspis affinis affinis
- Pseudomacraspis affinis amazonica
- Pseudomacraspis beryllina beryllina
- Pseudothyridium bouchardi
- Pseudothyridium buckwaldi
- Pseudothyridium ericki
- Pseudothyridium hirtum
- Pseudothyridium juanjosei
- Pseudothyridium minettii
- Pseudothyridium oblongum oblongum
- Pseudothyridium quentini
- Ptenomela grangesi
- Ptenomela tavakiliani
- Ptenomela toulgoeti
- Rutela heraldica
- Rutela histrio
- Rutela histrioparilis
- Rutela laeta
- Rutela lineola
- Rutela tricolorea
- Sorocha bousqueti
- Sorocha carloti
- Sorocha castroi
- Sorocha champenoisi
- Sorocha chapellei
- Sorocha damasoi
- Sorocha jeanmaurettei
- Sorocha lamasi lamasi
- Sorocha lamasi satipoensis
- Sorocha maylini
- Sorocha similis
- Sorocha yelamosi
- Telaugis aenescens aenescens
- Telaugis aenescens subandina
- Theuremaripa buchei
- Theuremaripa imitatrix
- Theuremaripa meyeri
- Thyriochlorota lassalei
- Thyriochlorota villosa
- Tipicha champanheti
- Tipicha joliveti
- Vayana melzeri melzeri
- Vayana melzeri subandina

### Anomalini
- Callistethus aequatorialis huanapensis
- Callistethus antis
- Callistethus cicatricosa
- Callistethus eckhardti
- Callistethus kulzeri
- Callistethus marginatus
- Callistethus penai
- Callistethus pyritosus
- Callistethus rufomicans
- Callistethus suratus
- Callistethus tricostatus
- Paranomala cincta viridicollis
- Paranomala hylobia
- Paranomala inconstans
- Paranomala undulata peruviana
- Strigoderma marginata
- Strigoderma peruviensis
- Strigoderma sulcipennis sumtuosa

### Anoplognathini
- Platycoelia abdominalis
- Platycoelia aenigma
- Platycoelia alternans
- Platycoelia baessleri
- Platycoelia burmeisteri
- Platycoelia convexa
- Platycoelia flavostriata
- Platycoelia gaujoni
- Platycoelia helleri
- Platycoelia inca
- Platycoelia inflata
- Platycoelia insolita
- Platycoelia kirschi
- Platycoelia laelaps
- Platycoelia lutescens
- Platycoelia marginata
- Platycoelia peruviana
- Platycoelia pomacea
- Platycoelia prasina
- Platycoelia rufosignata
- Platycoelia selanderi

### Geniatini
- Bolax albopilosa
- Bolax andicola
- Bolax boliviensis
- Bolax cupreoviridis
- Bolax disgamia
- Bolax glabripennis
- Bolax gonzalofideli
- Bolax incogitata
- Bolax malkini
- Bolax nigriceps
- Bolax robackeri
- Bolax rutila
- Geniates balzapamae
- Leucothyreus baeri
- Leucothyreus demetrius
- Leucothyreus lazarus
- Leucothyreus saparus
- Lobogeniates bicolor
- Trizogeniates aphilus
- Trizogeniates apicalis
- Trizogeniates barrerai
- Trizogeniates caiporae
- Trizogeniates catsus
- Trizogeniates crispospinatus
- Trizogeniates laticollis
- Trizogeniates ohausi
- Trizogeniates planipennis
- Trizogeniates temporalis
- Trizogeniates tibialis
- Trizogeniates trivittatus

## Scarabaeinae

### Onthophagini
- Digitonthophagus gazella
- Onthophagus bidentatus
- Onthophagus clypeatus
- Onthophagus coscineus
- Onthophagus haematopus
- Onthophagus marginicollis
- Onthophagus onorei
- Onthophagus onthochromus
- Onthophagus ophion
- Onthophagus osculatii
- Onthophagus ptox
- Onthophagus ranunculus
- Onthophagus rhinophyllus
- Onthophagus rubrescens
- Onthophagus schunckei
- Onthophagus sp. aff. tristis
- Onthophagus xanthomerus
- Onthophagus sp. aff. xanthomerus

### Oniticellini
- Eurysternus caribaeus
- Eurysternus cayennensis
- Eurysternus contractus
- Eurysternus foedus
- Eurysternus gracilis
- Eurysternus hamaticollis
- Eurysternus howdeni
- Eurysternus hypocrita
- Eurysternus inca
- Eurysternus inflexus
- Eurysternus lanuginosus
- Eurysternus marmoreus
- Eurysternus nigrovirens
- Eurysternus plebejus
- Eurysternus squamosus
- Eurysternus streblus
- Eurysternus strigilatus
- Eurysternus vastiorum
- Eurysternus wittmerorum

### Canthonini
- Anisocanthon villosus
- Canthon aberrans
- Canthon aequinoctialis
- Canthon angustatus
- Canthon balteatus
- Canthon bimaculatus
- Canthon brunneus
- Canthon chiriguano
- Canthon coloratus
- Canthon conformis
- Canthon fulgidus
- Canthon fuscipes
- Canthon gemellatus
- Canthon helleri
- Canthon janthinus
- Canthon juvencus
- Canthon laesum
- Canthon lituratus
- Canthon luteicollis
- Canthon sp. aff. matthewsi
- Canthon monilifer
- Canthon mutabilis
- Canthon muticus
- Canthon pallidus
- Canthon sp. aff. pallidus
- Canthon paraguayanum
- Canthon quadriguttatus
- Canthon quinquemaculatus
- Canthon rubrescens
- Canthon semiopacus
- Canthon septemmaculatus septemmaculatus
- Canthon septemmaculatus histrio
- Canthon sericatus
- Canthon simulans
- Canthon smaragdulus
- Canthon subhyalinus
- Canthon triangulare
- Canthon unicolor
- Canthon velutinus
- Canthon virens chalybaeus
- Canthonella sp. aff. amazonica
- Canthonella barrerai
- Canthonella sp. aff. catharinensis
- Canthonella cf. gomezi
- Canthonidia rubromaculata
- Cryptocanthon campbellorum
- Deltochilum aequinoctiale
- Deltochilum amazonicum
- Deltochilum cf. aureopilosum
- Deltochilum burmeisteri
- Deltochilum carinatum
- Deltochilum crenulipes
- Deltochilum erodioides
- Deltochilum fuscocupreum
- Deltochilum granulatum
- Deltochilum howdeni
- Deltochilum hypponum
- Deltochilum sp. aff. komareki
- Deltochilum mexicanum
- Deltochilum orbiculare
- Deltochilum peruanum
- Deltochilum pretiosum
- Deltochilum pseudoicarus
- Deltochilum robustus
- Deltochilum tessellatum
- Deltochilum valgum
- Deltochilum sp. aff. valgum
- Malagoniella astyanax
- Malagoniella cupreicollis
- Pseudocanthon felix
- Pseudocanthon xanthurum
- Scybalocanthon aereus
- Scybalocanthon imitans
- Scybalocanthon moniliatus
- Scybalocanthon pinopterus
- Scybalocanthon sexspilotus
- Scybalocanthon trimaculatus
- Scybalocanthon zischkai
- Scybalophagus rugosus
- Streblopus opatroides
- Streblopus punctatus
- Sylvicanthon bridarollii
- Sylvicanthon furvus

### Dichotomiini
- Anomiopus andrei
- Anomiopus batesi
- Anomiopus brevipes
- Anomiopus cambeforti
- Anomiopus foveicollis
- Anomiopus gilli
- Anomiopus idei
- Anomiopus intermedius
- Anomiopus pictus
- Anomiopus pishtaco
- Anomiopus pumilius
- Anomiopus smaragdinus
- Anomiopus validus
- Ateuchus aeneomicans
- Ateuchus cereus
- Ateuchus columbianus
- Ateuchus connexus
- Ateuchus sp. aff. laevicollis
- Ateuchus peruanus
- Ateuchus pygidialis
- Ateuchus sp. aff. pygidialis
- Ateuchus scatimoides
- Ateuchus sp. aff. setulosus
- Ateuchus simplex
- Ateuchus striatulus
- Ateuchus substriatus
- Ateuchus viridimicans
- Besourenga horacioi
- Bdelyrus cochabambae
- Bdelyrus howdeni
- Bdelyrus iquitosensis
- Bdelyrus lobatus
- Bdelyrus parvus
- Bdelyrus pecki
- Bdelyrus peruviensis
- Bradypodidium adisi
- Canthidium angusticeps
- Canthidium atramentarium
- Canthidium basipunctatum
- Canthidium batesi
- Canthidium bicolor
- Canthidium sp. aff. centrale
- Canthidium coerulescens
- Canthidium cupreum
- Canthidium sp. aff. deyrollei
- Canthidium discolor
- Canthidium cf. dohrni
- Canthidium escalerai
- Canthidium sp. aff. funebre
- Canthidium gerstaeckeri
- Canthidium sp. aff. gigas
- Canthidium histrio
- Canthidium kirschi
- Canthidium lentum
- Canthidium miscellum
- Canthidium cf. onitoides
- Canthidium sp. aff. quadridens
- Canthidium cf. ruficolle
- Canthidium thalassinum
- Dichotomius adrastus
- Dichotomius apicalis
- Dichotomius batesi
- Dichotomius belus
- Dichotomius bicornis
- Dichotomius bicuspis
- Dichotomius calcaratus
- Dichotomius camargoi
- Dichotomius conicollis
- Dichotomius cotopaxi
- Dichotomius cuprinus
- Dichotomius diabolicus
- Dichotomius fissus
- Dichotomius sp. aff. fonsecae
- Dichotomius globules
- Dichotomius inachus
- Dichotomius lucasi
- Dichotomius mamillatus
- Dichotomius melzeri
- Dichotomius ocellapunctatus
- Dichotomius ohausi
- Dichotomius planicollis
- Dichotomius prietoi
- Dichotomius problematicus
- Dichotomius protectus
- Dichotomius pullus
- Dichotomius quinquelobatus
- Dichotomius robustus
- Dichotomius satanas
- Dichotomius semiaeneus
- Dichotomius simplicicornis
- Dichotomius virescens
- Dichotomius worontzowi
- Genieridium cryptops
- Homocopris torulosus
- Onoreidium cristatum
- Ontherus alexis
- Ontherus aphodioides
- Ontherus ashei
- Ontherus azteca
- Ontherus brevipennis
- Ontherus bridgesi
- Ontherus sp. aff. bridgesi
- Ontherus carinifrons
- Ontherus edentulus
- Ontherus howdeni
- Ontherus laminifer
- Ontherus obliquus
- Ontherus pubens
- Ontherus raptor
- Ontherus rectus
- Ontherus sulcator
- Ontherus tenuistriatus
- Ontherus ulcopygus
- Scatimus cucullatus
- Scatimus monstrosus
- Scatimus sp. aff. onorei
- Scatimus quadricuspis
- Scatimus strandi
- Sinapisoma minuta
- Trichillum externepunctatum
- Uroxys bahianus
- Uroxys elongatus
- Uroxys sp. aff. kratochvili
- Uroxys sp. aff. minutus
- Uroxys peruanus
- Uroxys sp. aff. simplex
- Uroxys variabilis

### Phanaeini
- Coprophanaeus callegarii
- Coprophanaeus degallieri
- Coprophanaeus ignecinctus
- Coprophanaeus lancifer
- Coprophanaeus larseni
- Coprophanaeus ohausi
- Coprophanaeus parvulus
- Coprophanaeus suredai
- Coprophanaeus telamon
- Dendropaemon angustipennis
- Dendropaemon telephus
- Diabroctis mimas
- Gromphas aeruginosa
- Gromphas amazonica
- Megatharsis buckleyi
- Oruscatus davus
- Oxysternon conspicillatum
- Oxysternon lautum
- Oxysternon silenus
- Oxysternon spiniferum
- Phanaeus achilles
- Phanaeus bispinus
- Phanaeus cambeforti
- Phanaeus chalcomelas
- Phanaeus haroldi
- Phanaeus lecourti
- Phanaeus lunaris
- Phanaeus meleagris
- Phanaeus sororibispinus
- Sulcophanaeus faunus
- Sulcophanaeus actaeon
- Tetramereia convexa